# Pargny-lès-Reims
Pargny-lès-Reims és un municipi francès, situat al departament del Marne i a la regió del Gran Est. L'any 2007 tenia 333 habitants.

## Demografia

### Població
El 2007 la població de fet de Pargny-lès-Reims era de 333 persones. Hi havia 126 famílies, de les quals 22 eren unipersonals (7 homes vivint sols i 15 dones vivint soles), 48 parelles sense fills, 52 parelles amb fills i 4 famílies monoparentals amb fills.
La població ha evolucionat segons el següent gràfic:
Habitants censats

### Habitatges
El 2007 hi havia 144 habitatges, 126 eren l'habitatge principal de la família, 1 era una segona residència i 17 estaven desocupats. 139 eren cases i 5 eren apartaments. Dels 126 habitatges principals, 101 estaven ocupats pels seus propietaris, 20 estaven llogats i ocupats pels llogaters i 4 estaven cedits a títol gratuït; 1 tenia dues cambres, 9 en tenien tres, 20 en tenien quatre i 96 en tenien cinc o més. 106 habitatges disposaven pel capbaix d'una plaça de pàrquing. A 37 habitatges hi havia un automòbil i a 82 n'hi havia dos o més.

### Piràmide de població
La piràmide de població per edats i sexe el 2009 era:
| Homes | Edats   | Dones |
| ----- | ------- | ----- |
| 0     | 95 o +  | 0     |
| 0     | 90 a 94 | 0     |
| 0     | 85 a 89 | 4     |
| 0     | 80 a 84 | 0     |
| 12    | 75 a 79 | 16    |
| 8     | 70 a 74 | 8     |
| 4     | 65 a 69 | 8     |
| 0     | 60 a 64 | 0     |
| 0     | 55 a 59 | 4     |
| 8     | 50 a 54 | 4     |
| 24    | 45 a 49 | 16    |
| 16    | 40 a 44 | 8     |
| 20    | 35 a 39 | 20    |
| 8     | 30 a 34 | 16    |
| 8     | 25 a 29 | 16    |
| 8     | 20 a 24 | 8     |
| 4     | 15 a 19 | 20    |
| 8     | 10 a 14 | 16    |
| 12    | 5 a 9   | 20    |
| 16    | 0 a 4   | 4     |

## Economia
El 2007 la població en edat de treballar era de 225 persones, 165 eren actives i 60 eren inactives. De les 165 persones actives 159 estaven ocupades (88 homes i 71 dones) i 8 estaven aturades (3 homes i 5 dones). De les 60 persones inactives 32 estaven jubilades, 18 estaven estudiant i 10 estaven classificades com a «altres inactius».

### Ingressos
El 2009 a Pargny-lès-Reims hi havia 136 unitats fiscals que integraven 358,5 persones, la mediana anual d'ingressos fiscals per persona era de 25.230 €.

### Activitats econòmiques
Dels 25 establiments que hi havia el 2007, 2 eren d'empreses extractives, 2 d'empreses alimentàries, 1 d'una empresa de construcció, 3 d'empreses de comerç i reparació d'automòbils, 1 d'una empresa d'hostatgeria i restauració, 1 d'una empresa financera, 4 d'empreses de serveis, 9 d'entitats de l'administració pública i 2 d'empreses classificades com a «altres activitats de serveis».
Dels 5 establiments de servei als particulars que hi havia el 2009, 1 era un taller de reparació d'automòbils i de material agrícola, 1 guixaire pintor, 2 perruqueries i 1 restaurant.
L'únic establiment comercial que hi havia el 2009 era una fleca.
L'any 2000 a Pargny-lès-Reims hi havia 33 explotacions agrícoles que ocupaven un total de 180 hectàrees.

## Equipaments sanitaris i escolars
L'únic equipament sanitari que hi havia el 2009 era una farmàcia.
El 2009 hi havia una escola elemental.

## Poblacions més properes
El següent diagrama mostra les poblacions més properes.